# Hauptsmoor

Lage des Hauptsmoor bei Bamberg

Hauptsmoor ist ein gemeindefreies Gebiet östlich der Stadt Bamberg und zählt zur Metropolregion Nürnberg.

## Geografie
Es handelt sich um ein ausgedehntes Kiefern-Waldgebiet, das von der A 73 durchschnitten wird. Der Wald war zum Teil US-Hoheitsgebiet und wurde als Standortübungsplatz von der US Army bis zu deren Abzug 2014 genutzt.

## Kunigundenruh
Im Wald frei zugänglich liegt das Schützenhaus Kunigundenruh. In der Nähe befindet sich der Kunigundenruh-Stein, eine Marter, die an die Kaiserin Kunigunde erinnert.

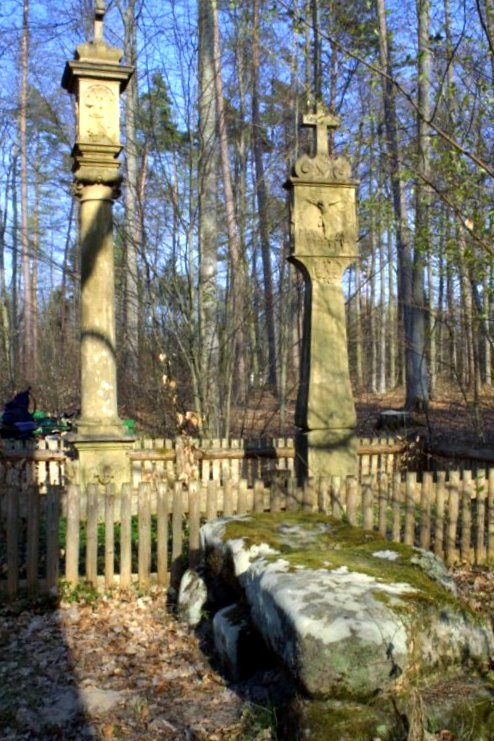
Kunigundenruh

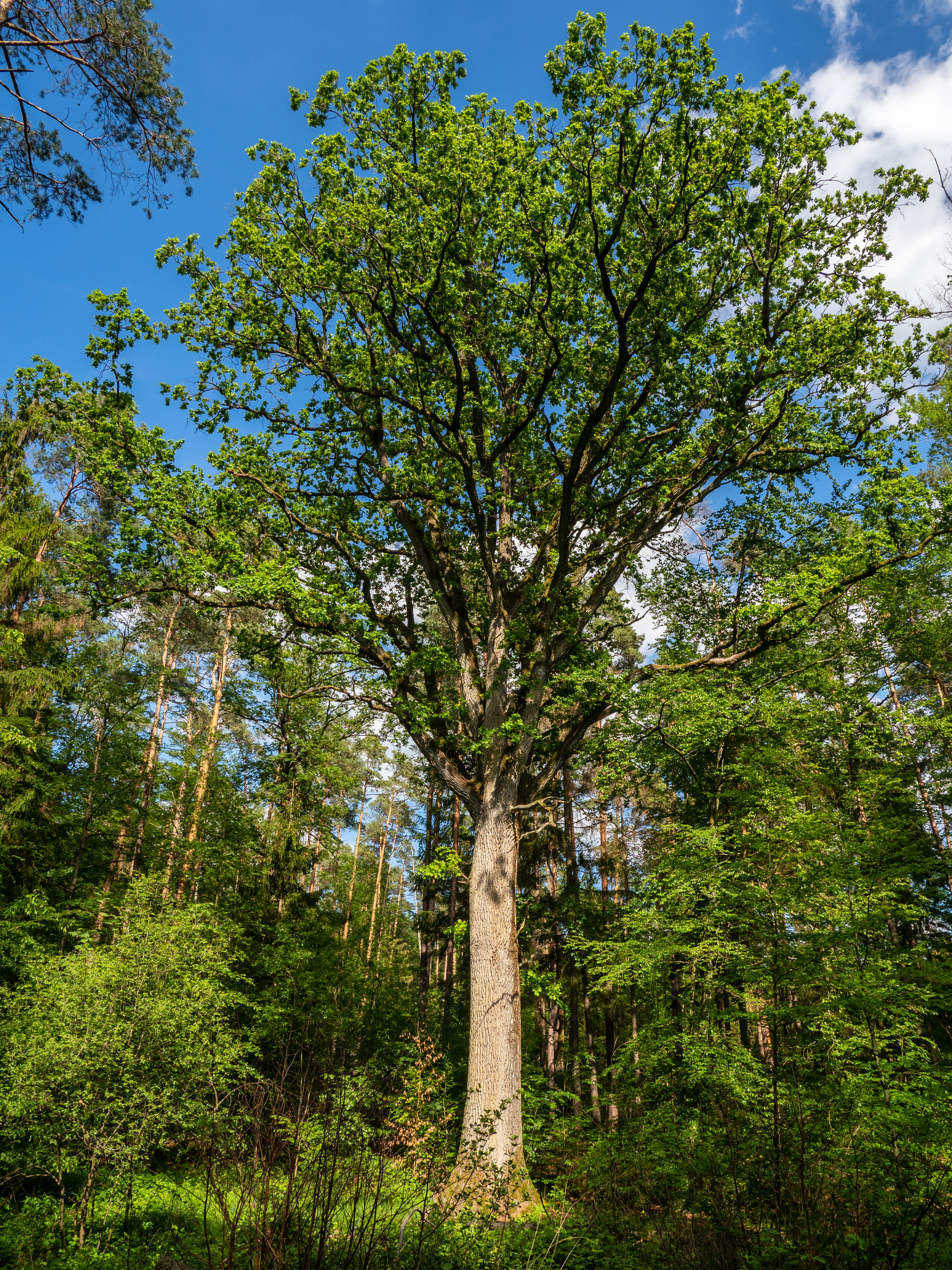
Kunigundeneiche im Hauptsmoor

## Geschichte
Der Wald Hauptsmoor entstand auf während der Eiszeit abgetragenem Sand, in den verwitterter Jurakalk gemischt ist, der auch weite Teile des Bamberger Beckens bedeckt. Der Sand wurde im Osten der Stadt Bamberg vom vorherrschenden Westwind über Jahrtausende hinweg zu Dünen verweht, die die Grundlage des Hauptsmoorwaldes bildeten. Als Reichswald unterstand das Gebiet direkt den fränkischen bzw. deutschen Königen, bereits die Karolinger besaßen in Königsfeld einen im Jahr 741 erstmals erwähnten Königshof, bis zu dem sich der Wald einst erstreckte.
Das Holz der Kiefern des Hauptsmoorwaldes ist von besonders hoher Qualität, da die Kiefer astarm wächst, sich kaum verzieht und damit beispielsweise ideales Holz für die Flügel holländischer Windmühlen und für Flugzeugpropeller war.
Mittlerweile ist der Flächen- und Tierartenverlust enorm. Seit 1915 sind Vogelarten wie Wiedehopf, Steinkauz, Rotmilan und Schwarzmilan aus dem Gebiet verschwunden. Damals reichte der Wald in Hauptsmoor noch bis an den Bahnhof der Stadt Bamberg. In den letzten Jahren betrug der jährliche Biotopverlust zwölf Hektar bei einer Gesamtbiotopfläche von 580 Hektar im Jahr 1989.

## Der Rennweg im Hauptsmoor
Durch Hauptsmoor zieht sich der Rennweg, ein historischer Verbindungsweg, der das unwegsame und von Hochwassern bedrohte Regnitztal umging. Über Roßdorf und Amlingstadt führte er nach Hirschaid und weiter nach Forchheim. Er verlief als Abkürzung der Altstraße quer durch den Hauptsmoorwald. Zu Fuß oder zu Pferd konnten dort die Kuriere im Schutze des Waldes, abseits vom Handelsweg, ihre Nachrichten befördern.

## Zitat aus einem Reiseführer des frühen 20. Jahrhunderts
In seinem Reiseführer über Bamberg und Umgebung aus der Zeit um das Jahr 1912 beschreibt der Verfasser Dietrich Amende auch den Hauptsmoor:
„Der großartigste Bamberger Wald ist der Hauptsmoor. Dieser herrliche Nadelwald, der sich bis auf die Höhen des Jura erstreckt (Geisberg, Stammberg), hat eine westöstliche Ausdehnung von ca. 13, eine nordsüdliche von ca. 10 Kilometern. Man gelangt zu ihm entweder zu Fuß über den Kunigundendamm am Exerzierplatz der Kaiser-Ulanen in der Wunderburg vorbei oder durch die Pödeldorferstraße unmittelbar an der letzten Haltestelle der Straßenbahn an der Kaserne des 5. Infanterie-Regiments Großherzog Ernst Ludwig von Hessen.
Im Hauptsmoorwald kommt jedermann auf seine Kosten: der Naturfreund, Botaniker, Forstmann, der Anhänger des Reitsports (die sehr ausgedehnten Reitwege wurden in der Hauptsache durch weiland König Otto von Griechenland angelegt, der nach seiner Thronentsagung in Bamberg residierte), der Freund des Radsportes, vor allem der Erholungsbedürftige. – Sagenumsponnen ist die im Walde gelegene Kunigundenruh.“